# ریکو هاندا
ریکو هاندا (ژاپنی: 半田 陸؛ زادهٔ ۱ ژانویهٔ ۲۰۰۲) یک بازیکن فوتبال اهل ژاپن است.
از باشگاه‌هایی که در آن بازی کرده‌است می‌توان به باشگاه فوتبال مونتدیو یاماگاتا اشاره کرد.